# Copa Costa Rica 1959
En 1959 se realizó el vigésimo séptimo torneo de Copa organizado por la Federación costarricense de Fútbol, con el nombre de Copa Costa Rica (segunda edición con este nombre), el Club Sport Herediano ganó el campeonato de copa por décima ocasión en la historia.
El certamen tuvo un triple empate en la cima de la tabla de goleo. Los goleadores fueron los heredianos Óscar Bejarano, William Carpio y el cartaginés Alberto Armijo con 3 anotaciones cada uno.
El domingo 15 de noviembre de 1959 en el Estadio Nacional, el Club Sport Herediano se proclamó campeón del torneo al vencer en la final al Club Sport Cartaginés 2-1, con anotaciones de William Carpio.

## Resultados
|  | Cuartos de final | Cuartos de final |                  |           | Semifinales | Semifinales |  |            | Final | Final |  |
|  |                  |                  |                  |           |             |             |  |            |       |       |  |
|  |                  |                  |                  |           |             |             |  |            |       |       |  |
|  | Uruguay          | 4                |                  |           |             |             |  |            |       |       |  |
|  | Uruguay          | 4                |                  |           |             |             |  |            |       |       |  |
|  | El Carmen        | 1                |                  |           |             |             |  |            |       |       |  |
|  | El Carmen        | 1                |                  | Uruguay   | 1           |             |  |            |       |       |  |
|  |                  |                  |                  | Uruguay   | 1           |             |  |            |       |       |  |
|  |                  |                  | Cartaginés       | 2         |             |             |  |            |       |       |  |
|  | Cartaginés       | 2                | Cartaginés       | 2         |             |             |  |            |       |       |  |
|  | Cartaginés       | 2                |                  |           |             |             |  |            |       |       |  |
|  | Saprissa         | 0                |                  |           |             |             |  |            |       |       |  |
|  | Saprissa         | 0                |                  |           |             |             |  | Cartaginés | 1     |       |  |
|  |                  |                  |                  |           |             |             |  | Cartaginés | 1     |       |  |
|  |                  |                  | Herediano (pró.) | 2         |             |             |  |            |       |       |  |
|  | Herediano        | 3                | Herediano (pró.) | 2         |             |             |  |            |       |       |  |
|  | Herediano        | 3                |                  |           |             |             |  |            |       |       |  |
|  | Alajuelense      | 1                |                  |           |             |             |  |            |       |       |  |
|  | Alajuelense      | 1                |                  | Herediano | 4           |             |  |            |       |       |  |
|  |                  |                  |                  | Herediano | 4           |             |  |            |       |       |  |
|  |                  |                  | Orión            | 0         |             |             |  |            |       |       |  |
|  | Orión            | 3                | Orión            | 0         |             |             |  |            |       |       |  |
|  | Orión            | 3                |                  |           |             |             |  |            |       |       |  |
|  | S.G. Española    | 1                |                  |           |             |             |  |            |       |       |  |
|  | S.G. Española    | 1                |                  |           |             |             |  |            |       |       |  |
|  |                  |                  |                  |           |             |             |  |            |       |       |  |

### Cuartos de final
| 18 de octubre de 1959 | Uruguay                                      | 4:1 (2:0) | El Carmen    | Estadio Nacional, San José |                            |
|                       | Matamoros 18, 22' · Piedra 47' · Jiménez 75' |           | Salmerón 63' | Árbitro(s): Eduardo Vargas | Árbitro(s): Eduardo Vargas |

| 18 de octubre de 1959 | Herediano                                 | 3:1 (3:1) | Alajuelense | Estadio de Heredia, Heredia   |                               |
|                       | Quesada 18' · Ferguson 31' · Bejarano 41' |           | Herrera 9'  | Árbitro(s): Carlos Luis Monge | Árbitro(s): Carlos Luis Monge |

| 25 de octubre de 1959 | Cartaginés             | 2:0 (1:0) | Saprissa | Estadio de Cartago, Cartago |                             |
|                       | Armijo 21', 69' (pen.) |           |          | Árbitro(s): Guillermo Umaña | Árbitro(s): Guillermo Umaña |

| 25 de octubre de 1959 | Orión                      | 3:1 (0:0) | S.G. Española        | Estadio Nacional, San José    |                               |
|                       | Segreda 52' · Peña 55, 80' |           | Hernández 54' (pen.) | Árbitro(s): Alfonso Benavides | Árbitro(s): Alfonso Benavides |

### Semifinales
| 1 de noviembre de 1959 | Uruguay     | 1:2 (1:1) | Cartaginés                   | Estadio Nacional, San José  |                             |
|                        | Jiménez 19' |           | Goñi 28' · Armijo 70' (pen.) | Árbitro(s): Francisco Muñoz | Árbitro(s): Francisco Muñoz |

| 8 de noviembre de 1959 | Herediano                                           | 4:0 (2:0) | Orión | Estadio Nacional, San José              |                                         |
|                        | Carpio 13' · Sánchez 34' (a.g.) · Bejarano 50', 71' |           |       | Árbitro(s): Luis Paulino Siles Calderón | Árbitro(s): Luis Paulino Siles Calderón |

### Final
| 15 de noviembre de 1959 | Cartaginés | 1:2 (0:0; 1:1) | Herediano               | Estadio Nacional, San José  |                             |
|                         | Goñi 58'   |                | Carpio 60', 119' (pen.) | Árbitro(s): Juan Soto París | Árbitro(s): Juan Soto París |

|                        |
| Herediano 10.mo título |

| Predecesor: Copa Cuadrangular 1956 | Torneo de Copa de Costa Rica 1959 | Sucesor: Copa Presidente 1960 |